# 日本新八景
日本新八景（にほんしんはっけい、日本八景とも）とは、1927年に、大阪毎日新聞社、東京日日新聞社主催、鉄道省後援で、一般からの投票をもとに、最終的に当時の名士により審査選定された、日本を代表する8つの景勝地。

## 選定
山岳、渓谷、瀑布、温泉、湖沼、河川、海岸、平原の8部門について、まず、一般からのハガキ投票を募り（4月10日 - 5月20日）、各部門の投票数10位までが候補地として選抜された。なお、紙面の見出しに書かれた「投票注意」として、既に世間で認知されている日本三景と富士山や、人工的名勝（例として後楽園と錦帯橋が挙げられた）は対象から除外することが提示されていた。
その後、文人、画家、学者、政治家等の名士による審査で八景を決定した。
選定された景勝地には、著名な文人と画家が訪れ、その紀行文が新聞紙上に掲載された。また、八景の選に漏れた景勝地の中から、日本二十五勝、日本百景も選定された。
ちょうど一般の国民が観光に目を向けるようになった時期に行われた日本新八景の選定は、広く国民の関心を集め、投票総数は当時の日本の総人口の1.5倍にもなる約9,300万通に及んだ。ハガキ投票の渓谷部門で1位となったものの八景の選に漏れた天竜峡（日本二十五勝には選ばれた）の地元では、審査の不公正を訴える形で、東京日日新聞の不買運動も起こったという。

## 日本新八景
- 海岸：室戸岬（高知県） - 田山花袋
- 湖沼：十和田湖（青森県・秋田県） - 泉鏡花
- 山岳：温泉岳（雲仙岳）（長崎県） - 菊池幽芳
- 河川：木曽川（愛知県） - 北原白秋
- 渓谷：上高地（長野県） - 吉田絃二郎
- 瀑布：華厳滝（栃木県） - 幸田露伴
- 温泉：別府温泉（大分県） - 高浜虚子
- 平原：狩勝峠（北海道） - 河東碧梧桐

（注）部門：景勝地（所在地） - 紀行の作者の順
| 室戸岬 | 十和田湖 | 雲仙岳 | 木曽川 |

| 上高地 | 華厳滝 | 別府温泉 | 狩勝峠 |

## 関連文献
- 白幡洋三郎「日本八景の誕生-昭和初期の日本人の風景観-」『環境イメージ論』、弘文堂、1992年、CRID 1572543024457085184、NAID 10007245196。
  - 所収：古川彰, 大西行雄, 嘉田由紀子『環境イメージ論 : 人間環境の重層的風景』弘文堂、1992年、277-307頁。ISBN 4335550499。全国書誌番号:92032249。